# 沛县人民医院
沛县人民医院，是中国江苏省的一所医院，为二级甲等医院，位于徐州市沛县徐沛路18号。

## 规模
沛县人民医院总床位490张，日门诊量553人次。